# Abdolonyme Ubicini
Jean-Henri-Abdolonyme Ubicini (1818-1884) fue un historiador, publicista y profesor francés.

## Biografía
Nacido el 20 de octubre de 1818 en Issoudun. Descrito como filorumano, fue profesor durante mucho tiempo en el colegio de Joigny. En 1846 emprendió un viaje por Rumania. Se encontraba en Bucarest cuando estalló la revolución de 1848, y fue amigo de los principales líderes del movimiento. Se le confiaron los cargos de secretario del gobierno provisional y «Locotenenţi Domneşti». Falleció en octubre de 1884, según la fuente en Roche-Corbon, París o Vernou-sur-Brenne.
En lo relativo a Rumania, escribió y publicó La question d'Orient devant l'Europe (1854), Provinces roumaines (1856), La question des Principautés Danubiennes (1858) e Introduction aux ballades et chants populaires de la Roumanie (1855). También fue autor de Lettres sur la Turquie (1847-1851). Colaboró con varios periódicos franceses, apoyando los intereses de Rumania.